# Margaret Brown
Margaret Tobin Brown (Hannibal, 18 de julho de 1867 – Nova Iorque, 26 de outubro de 1932) foi uma ativista e filantropa norte-americana, mais famosa por ter sido uma das sobreviventes do naufrágio do RMS Titanic em 1912. 

## Vida
Oriunda de uma família humilde, ela se mudou para o estado do Colorado aos dezoito anos e conheceu seu futuro marido James Joseph Brown. Eles se tornaram milionários quando James Joseph descobriu uma mina de ouro, com o casal entrando na alta sociedade da época e Brown se comprometendo em atividades pela defesa dos direitos da mulher, das crianças e dos mineiros do Colorado.
Ela gostava muito de viajar para a Europa, particularmente para a França. Foi em uma dessas travessias que Brown embarcou na viagem inaugural do Titanic em abril de 1912. Quando o navio bateu em um iceberg e começou a afundar, ela embarcou no bote salva-vidas nº 6 e sobreviveu. Entretanto, ao longo daquela noite ela acabou entrando em conflito com o quartel-mestre Robert Hichens, o encarregado de seu bote. Pois ela desejava voltar ao local em que estavam as pessoas que afundaram com o Titanic e salvá-las. Porém, o comandante do bote não deixou, porque para ele, as pessoas desesperadas para sobreviver, virariam o bote, podendo acontecer outra tragédia. Suas ações acabaram lhe conferindo uma reputação internacional e Brown também participou da criação de um comitê dos sobreviventes da tragédia.
Quando a Primeira Guerra Mundial começou em 1914, ela estava novamente na França e fugiu para os Estados Unidos. Brown cuidou e apoiou os soldados aliados que voltavam feridos e posteriormente recebeu a Ordem Nacional da Legião de Honra. Ao final do conflito ela continuou seus trabalhos ativistas, mas também se dedicou a sua paixão pelo teatro, chegando até a atuar em peças interpretando sua ídolo Sarah Bernhardt.
Seu marido morreu em 1922 e depois disso Brown acabou se distanciando dos seus filhos. Ela também teve problemas relacionados a sua herança e acabou morrendo sozinha no Barbizon Hotel em Nova Iorque em 1932. Ela continuou a ser conhecida postumamente por suas ações no naufrágio do Titanic, ganhando por parte do cinema os apelidos de "Molly Brown" e "Inafundável Molly Brown", apesar de nunca ter sido chamada dessas formas em vida, que acabaram criando um certo mito ao seu redor e transformando-a em uma das heroínas do naufrágio.

## Representações
- Thelma Ritter (1953) (Titanic). O nome de Brown foi mudado para Maude Young, e sua fortuna de mineração de ouro no Colorado tornou-se uma fortuna de mineração em Montana.
- Cloris Leachman (1957) (Telephone Time) ("The Unsinkable Molly Brown")
- Tucker McGuire (1958) (A Night to Remember)
- Tammy Grimes (1960) (The Unsinkable Molly Brown) (Musical da Broadway) Grimes venceu o Tony Award por sua  performance.
- Debbie Reynolds (1964) (The Unsinkable Molly Brown). Reynolds recebeu indicação da academia na categoria de Melhor Atriz.
- Cloris Leachman (1979) (S.O.S. Titanic) (Filme para TV)
- Fionnula Flanagan (1983) (Voyagers!) ("Voyagers of the Titanic")
- Marilu Henner (1996) (Titanic) (Mini série pára TV)
- Kathy Bates (1997) (Titanic)
- Judy Prestininzi (2003) (Fantasmas do Abismo) (Documentário)
- Linda Kash (2012) (Titanic) (Série de TV/2 episódios)

## Homenagem
Em 1965, Brown foi homenageada pelos astronautas Virgil Grissom e John Young, que batizaram sua espaçonave como Molly Brown. Segundo Grissom, havia um motivo para o nome: ao final de sua primeira missão espacial, em 1961, sua nave teve problemas no pouso e acabou afundando no mar. Como ele apostava que o incidente não se repetiria, deu o nome de Molly Brown à sua segunda espaçonave, apostando que a mesma seria "inafundável". Apesar de o apelido da nave ter sido mantido, os administradores da NASA determinaram que a prática de dar apelidos às espaçonaves fosse abandonada.